# Касимцев, Александр Серафимович
Александр Серафимович Касимцев (27 мая 1949, Москва, СССР) — советский футболист. Защитник, полузащитник.

## Карьера
Воспитанник СК Подшипник (Москва).
За свою карьеру выступал в советских командах «Подшипник» (Москва), «Динамо» (Вологда), «Торпедо» (Владимир), «Спартак» (Москва), «Звезда» (Пермь), «Колос» (Никополь), «Зенит» (Ижевск), «Сатурн» (Рыбинск) и ДСК (Москва).
В конце карьеры был играющим тренером команд «Подшипник» (Москва) и ДСК (Москва).